# ساحل پورویل
ساحل پورویل (انگلیسی: Beach in Pourville) یک نقاشی چشم‌انداز رنگ روغن بر روی بوم، اثر نقاشِ امپرسیونیسم فرانسه، کلود مونه است که در سال ۱۸۸۲ طرح گردید، این اثر یکی از مجموعه طراحی‌های رنگ روغن بر روی بوم مونه از این منطقه است که در آن سال در تفریحگاه ساحلی پورویل سورمر که در حال حاضر بخشی از  کمون اوتوت سورمر است طرح گردید، این منطقه در نزدیکی دیئپ در شمال فرانسه قرار دارد.
نقاشی ساحل پورویل توسط موزهٔ ملی پوزنان لهستان در سال ۱۹۰۶ خریداری و در همان سال به نمایش عموم گذاشته شد.

## واژگان
1. ↑  Claude Monet